# Rufus Pereira
Rufus Pereira (ur. 5 maja 1933 w Bandra, zm. 2 maja 2012 w Londynie) − indyjski ksiądz katolicki, autor publikacji dotyczących życia duchowego, doktor teologii, egzorcysta.

## Życiorys
Został wyświęcony na kapłana w 1956. Doktoryzował się teologii biblijnej na Papieskim Uniwersytecie Gregoriańskim w Rzymie. Po powrocie do Indii pracował jako dyrektor szkoły średniej w Bombaju. Od 1972 związany z katolickim Ruchem Odnowy w Duchu Świętym. Wydawał miesięcznik poświęcony katolickiej odnowie charyzmatycznej w Indiach Charisindia. Od 1994 pełnił obowiązki wiceprzewodniczącego Międzynarodowego Stowarzyszenia Egzorcystów. W roku 1995 zainicjował działalność Międzynarodowego Stowarzyszenia Posługi Uwalniania. Od 1997, jako następca Emiliena Tardifa, był członkiem międzynarodowej Katolickiej Charyzmatycznej Rady Odnowy.
W Polsce wydano w tłumaczeniu Jacka Partyki „Prowadzeni przez Ducha” w 2008. Duchowny wielokrotnie przebywał w Polsce, głosząc rekolekcje.